# Visible Noise
Visible Noise es una compañía discográfica de Reino Unido. Algunos de sus grupos más conocidos son Bullet For My Valentine y Lostprophets.

## Bandas
- Bullet for My Valentine (The Poison, Bullet For My Valentine EP)
- Lostprophets (The Fake Sound Of Progress, Start Something, Liberation Transmission)
- Devil Sold His Soul (Darkness Prevails, Onwings)
- Bring Me the Horizon (count your blessings)(suicide season)
- Days Of Worth
- Labrat
- Fire Apple Red (The First Drop)

- Datos: Q2093972